# لشکر ۴ پیاده (ایالات متحده آمریکا)
لشکر ۴ پیاده (انگلیسی: 4th Infantry Division) لشکر پیاده‌نظام زرهی (بازوی ترکیبی) نیروی زمینی ایالات متحده آمریکا و تحت امر سپاه سوم زرهی است، که در سال ۱۹۱۷ تأسیس شد.
قرارگاه فرماندهی لشکر ۴ پیاده در فورت کارسون قرار دارد. این لشکر در جنگ جهانی اول، جنگ جهانی دوم، جنگ ویتنام، جنگ با تروریسم، جنگ عراق و جنگ در افغانستان به‌عنوان یگان عمل‌کننده حضور داشت.

## تاریخچه

### جنگ جهانی اول
در ۱۹ نوامبر ۱۹۱۷، حدود هفت ماه پس از ورود آمریکا به جنگ جهانی اول در ۶ آوریل ۱۹۱۷، وزارت جنگ، سازماندهی لشکر چهارم را در کمپ گرین، کارولینای شمالی، حول کادری از نیروهای ارتش منظم که در کمپ گرین، پرزیدیو مونتری، کالیفرنیا، پادگان ونکوور، واشینگتن و سایر پست‌ها مستقر بودند، هدایت کرد. در کمپ گرین بود که این لشکر در ابتدا نشان متمایز خود یعنی چهار برگ پیچک را به کار گرفت. برگ پیچک از اعداد رومی به معنای چهار (IV) گرفته شده و نشان دهنده شعار آنها «ثابت قدم و وفادار» بود.
در ۱۰ دسامبر ۱۹۱۷، سرلشکر جورج اچ. کامرون فرماندهی این لشکر را به عهده گرفت. در پایان دسامبر، با ۱۳۰۰۰ نفر، آموزش سیستماتیک آغاز شد. پس از نیمه دوم فوریه ۱۹۱۸، مردانی که از تمام بخش‌های ایالات متحده به خدمت گرفته شده بودند به این لشکر اعزام شدند، در حالی که از ۱ تا ۲۱ مارس، داوطلبانی با ۱۰۰۰۰ نفر از کمپ‌های کاستر، میشیگان، کمپ گرانت، ایلینوی، کمپ لوئیس، واشینگتن، کمپ پایک، آرکانزاس و کمپ تراویس، تگزاس، کادر این لشکر را تکمیل کردند. لشکر ۴ پیاده از اواخر آوریل تا اوایل ژوئن ۱۹۱۸ به خارج از کشور سفر کرد.

### جنگ جهانی دوم
لشکر چهارم در ۱ ژوئن ۱۹۴۰ در فورت بنینگ، جورجیا، تحت فرماندهی سرلشکر والتر پروسر دوباره فعال شد. با شروع تابستان ۱۹۴۱، این لشکر به عنوان یک لشکر موتوریزه برای مانورهای آینده لوئیزیانا سازماندهی مجدد شد و (به همراه لشکر دوم زرهی) به سپاه اول زرهی اختصاص یافت. ابتدا عنوان موتوریزه خود را به صورت داخل پرانتز به آن دادند و سپس از ۱۱ ژوئیه ۱۹۴۱ به عنوان «لشکر چهارم موتوریزه» از آن استفاده شد. این لشکر در مانورهای لوئیزیانا که در اوت-سپتامبر ۱۹۴۱ و سپس در مانورهای کارولینا در اکتبر-نوامبر ۱۹۴۱ برگزار شد، شرکت کرد و پس از آن به پادگان فورت بنینگ بازگشت. این لشکر در دسامبر ۱۹۴۱، ماهی که آمریکا وارد جنگ جهانی دوم شد، به کمپ گوردون، جورجیا منتقل شد و در تابستان ۱۹۴۲ در منطقه مانور کارولینا تمرین کرد.
لشکر ۴ که اکنون تحت فرماندهی سرلشکر ریموند او. بارتون بود، در ۱۲ آوریل ۱۹۴۳ به فورت دیکس، نیوجرسی نقل مکان کرد، جایی که به عنوان یک لشکر پیاده‌نظام استاندارد سازماندهی مجدد شد و در ۴ اوت همان سال به لشکر ۴ پیاده تغییر نام داد. این لشکر از ماه سپتامبر در مانورها و آموزش‌های میدان نبرد در فلوریدا شرکت کرد و پس از این تمرین آموزشی پاییزی، در ۱ دسامبر ۱۹۴۳ به کمپ جکسون، کارولینای جنوبی نقل مکان کرد. در این ایستگاه، به لشکر برای حرکت به خارج از کشور آماده باش داده شد و از ۴ ژانویه ۱۹۴۴ قبل از عزیمت از بندر نیویورک در ۱۸ ژانویه ۱۹۴۴، در کمپ کیلمر، نیوجرسی مستقر شد. لشکر چهارم پیاده در ۲۶ ژانویه ۱۹۴۴ وارد انگلستان شد.
لشکر چهارم پیاده به محض ورود به انگلستان، درگیر «درجه‌ای باورنکردنی از آموزش‌های سخت و واقع‌گرایانه» برای حمله آبی-خاکی به قاره اروپا شد. سربازان هر مرحله از حمله قریب‌الوقوع را با جزئیات تمرین کردند، از تمرینات واحدهای کوچک شروع کردند و تا مقیاس کل نیروی یوتا، از جمله لشکر چهارم و واحدهای الحاقی متعدد، پیش رفتند. در طول این تمرین نهایی برای فرودهای روز دی، یعنی رزمایش ببر، بود که این لشکر در واقع بزرگ‌ترین تلفات خود را در ارتباط با فرودهای روز D متحمل شد. قایق‌های الکترونیکی آلمانی به منطقه تمرین نفوذ کردند و چندین کشتی فرود را با اژدر هدف قرار دادند و حداقل ۷۴۹ نفر از نیروهای این لشکر را کشتند. این حادثه تا مدت‌ها پس از جنگ کمتر مورد توجه قرار گرفت.
لشکر چهارم پیاده نظام بیشترین تعداد تلفات جنگی را در بین هر لشکر پیاده‌نظام ایالات متحده که تنها در یک نبرد یا صحنه جنگ جهانی دوم درگیر بود، متحمل شد.
- کل تلفات جنگی: ۲۲۶۶۰
- کشته در نبرد: ۴۰۹۷
- زخمی در نبرد: ۱۷۳۷۱
- مفقود در نبرد: ۴۶۱
- اسیر جنگی: ۷۳۱
- روزهای نبرد: ۲۹۹[۵]

### جنگ ویتنام
لشکر ۴ پیاده در ۲۵ سپتامبر ۱۹۶۶ از فورت لوئیس به کمپ اناری، پلیکو، ویتنام اعزام شد (تیپ دوم در واقع در ۲۱ ژوئیه اعزام شد و در ۲ آگوست با کشتی نلسون ام واکر به ویتنام رسید و به پلیکو منتقل شد) و بیش از چهار سال خدمت کرد. دو تیپ در ارتفاعات مرکزی/منطقه سپاه دوم فعالیت داشتند، اما تیپ سوم آن، شامل گردان زرهی لشکر، به استان تای نین در شمال غربی سایگون اعزام شد تا در عملیات اتلبورو (سپتامبر تا نوامبر ۱۹۶۶) و بعداً عملیات جانکشن سیتی (فوریه تا مه ۱۹۶۷)، هر دو در منطقه جنگی سی، شرکت کند. پس از تقریباً یک سال نبرد، گردان‌های تیپ سوم رسماً در ازای گردان‌های تیپ سوم لشکر ۲۵، که در آن زمان در کوانگ بود، به لشکر ۲۵ پیاده پیوستند. این لشکر پس از ۴ سال حضور در جنگ ویتنام، در ۸ دسامبر ۱۹۷۰ به فورت کارسون، کلرادو بازگشت.

### جنگ عراق
در ۱۹ ژانویه ۲۰۰۳ به لشکر ۴ پیاده برای حضور در جنگ عراق آماده‌باش داده شد و قرار بود در بهار ۲۰۰۳ با رهبری پیشروی از ترکیه به شمال عراق در جنگ عراق شرکت کند. قرار بود این اعزام شامل بیش از ۸۰٬۰۰۰ نیرو باشد. پارلمان ترکیه از اعطای مجوز برای این عملیات خودداری کرد و تجهیزات این لشکر در طول آماده‌سازی برای جنگ، در کشتی‌ها در ساحل باقی ماند. مأموریت اولیه لشکر ۴ پیاده، نگهداری ۱۳ لشکر عراقی در امتداد «خط سبز» در شمال عراق بود.
امتناع ترکیه از اجازه ورود به ترکیه، مانع از شرکت این لشکر در حمله طبق برنامه اولیه شد و در عوض به عنوان نیروی کمکی به جنگ پیوست. پس از سازماندهی سریع تجهیزات و نیروی انسانی در بنادر کویت، این لشکر در آوریل ۲۰۰۳ به مواضع اطراف بغداد منتقل شد. پس از استقرار تمام دارایی‌های لشکر در عراق، تیم‌های رزمی تیپ به مناطق منتخب حمله کردند. مسیرهای اصلی حمله این لشکر از طریق تکریت و موصل به سمت شمال امتداد داشت. لشکر چهارم پیاده که مقر آن در کاخ‌های سابق صدام حسین بود، در منطقه شمالی مثلث سنی مستقر شد. لشکر چهارم پیاده در سراسر شمال عراق از کرکوک تا مرز ایران و تا جنوب الوحده، جنوب شرقی بغداد، پراکنده بود.
ستاد فرماندهی این لشکر در پایگاه هوایی آیرون‌هورس در مجتمع قدیمی ریاست جمهوری صدام در تکریت قرار داشت، در حالی که ستاد فرماندهی تیم رزمی تیپ اول در پایگاه هوایی رایدر در جنوب شهر بود. در جنوب، در استان دیاله که منطقه‌ای ناآرام بود، ستاد فرماندهی تیم رزمی تیپ دوم در پایگاه هوایی وارهورس درست در شمال شرقی بعقوبه قرار داشت. تیم رزمی تیپ سوم در پایگاه هوایی آناکوندا در پایگاه هوایی بلد در شمال غربی خالص و دیوارتی، به همراه عناصری از گردان اول، هنگ ۴۴ توپخانه دفاع هوایی در پایگاه هوایی توپچی، فرودگاه التاجی، مستقر بود. در منتهی‌الیه شمال، عناصری از تیپ چهارم توپخانه این لشکر و واحدهای وابسته، تا اواسط سپتامبر در یک پایگاه هوایی درست در حومه شهر کرکوک مستقر بودند و سپس به تکریت بازگردانده شدند. لشکر چهارم پیاده همچنین در ژوئیه-اوت ۲۰۰۳، جنگجویان مجاهدین خلق را در شمال عراق خلع سلاح کرد.
در ۱۳ دسامبر ۲۰۰۳، عناصری از تیم رزمی تیپ اول در عملیات سپیده دم سرخ با نیروهای عملیات ویژه ایالات متحده شرکت کردند که صدام حسین، رئیس‌جمهور سابق عراق، را دستگیر کردند. این لشکر در بهار ۲۰۰۴ از عراق خارج شد و توسط لشکر اول پیاده جایگزین شد.
برخی از لشکر تحت فرماندهی فرمانده وقت آن، سرلشکر ریموند تی. اودیرنو، انتقاد کرده‌اند و موضع آن را در طول ورود اولیه به عراق پس از توقف جنگ زمینی، خصمانه خوانده و استدلال کرده‌اند که فقدان رویکرد «قلب‌ها و ذهن‌ها» در این واحد در سرکوب شورش بی‌اثر بوده است. اودیرنو و دیگران در دفاع از واحد خود استدلال کرده‌اند که فعالیت دشمن در منطقه عملیاتی لشکر چهارم عراق به دلیل تمرکز بالای گروه‌های مقاومت سنی که هنوز به رژیم صدام حسین وفادار بودند، بیشتر از هر منطقه دیگری از کشور بود. واحد او در زادگاه صدام حسین مستقر بود و این محیط، رویکردی متفاوت از واحدهای مستقر در مناطق آرام‌تر جنوب و شمال کشور را ایجاب می‌کرد.
دومین اعزام این لشکر به عراق در پاییز ۲۰۰۵ آغاز شد. ستاد این لشکر جایگزین لشکر ۳ پیاده شد که پیش از این به عنوان ستاد لشکر چندملیتی - بغداد، عملیات امنیتی را هدایت می‌کرد. لشکر چهارم پیاده در ۷ ژانویه ۲۰۰۶ مسئولیت چهار استان در مرکز و جنوب عراق: بغداد، کربلا، نجف و بابل را برعهده گرفت. در ۷ ژانویه ۲۰۰۶ این لشکر همچنین مسئولیت آموزش نیروهای امنیتی عراق و انجام عملیات امنیتی در چهار استان را برعهده گرفت.
در طول دومین اعزام، تیپ سوم لشکر ۴ پیاده، منطقه عملیاتی استان‌های صلاح‌الدین و دیاله بود و به انجام عملیات امنیتی و آموزشی تحت فرماندهی گروه ضربت برادران، که در ابتدا توسط لشکر ۱۰۱ هوابرد و بعداً لشکر ۲۵ پیاده مستقر در پایگاه هوایی وارهورس هدایت می‌شد، منصوب شد. بعداً در طول سومین اعزام، این واحد در نبرد شهر صدر در سال ۲۰۰۸ شرکت داشت.
در مارس ۲۰۰۸، تیم رزمی تیپ اول به عراق اعزام و در بغداد مستقر شد. گردان اول، هنگ زرهی ۶۶، از تیپ جدا و به تیپ چهارم، لشکر ۱۰ کوهستان که در پایگاه عملیاتی رستمیه در الامین، بغداد مستقر بود، ملحق شد. این تیپ در مارس ۲۰۰۹ به خانه خود، فورت هود، تگزاس، بازگشت و بلافاصله شروع به آماده‌سازی برای انتقال به فورت کارسون، کلرادو، کرد.
تلفات لشکر ۴ پیاده در این ۳ اعزام به عراق:
- ۸۴ سرباز در سال‌های ۲۰۰۳–۲۰۰۴ کشته شدند.
- ۲۳۵ سرباز در سال‌های ۲۰۰۵–۲۰۰۶ جان خود را از دست دادند.
- ۱۱۳ سرباز در سال‌های ۲۰۰۷–۲۰۰۹ کشته شدند.

ژوئیه ۲۰۰۹ شاهد تغییر فرماندهی دیگری در لشکر بود، زیرا سرتیپ دیوید پرکینز فرماندهی را به دست گرفت و به عنوان پنجاه و ششمین فرمانده لشکر ۴ پیاده منصوب شد. با این تغییر فرماندهی، رویدادهای مهم‌تری نیز رخ داد، زیرا این لشکر پس از ۱۴ سال خدمت در فورت هود، تگزاس، به فورت کارسون، کلرادو، جایی که از اواخر ۱۹۷۰ تا اواخر ۱۹۹۵ خدمت کرده بودند، بازگشتند. در این زمان بود که ستاد لشکر ۴ و تیم رزمی تیپ اول به فورت کارسون، کلرادو منتقل شدند. تیپ‌های دوم و چهارم قبلاً جابجا شده بودند و تیپ سوم در فورت کارسون بود و هرگز به فورت هود منتقل نشده بود و تیپ هوابرد لشکر ۴ پیاده در فورت هود، تگزاس، باقی ماند.
تیپ سوم لشکر ۴ پیاده از مارس ۲۰۱۰ تا مارس ۲۰۱۱ در حمایت از عملیات آزادی عراق و طلوع نو در نقش «مشاوره و کمک» به جنوب عراق اعزام شد. سربازان تیپ سوم در کنار بیش از ۵۰۰۰۰ نفر دیگر از اعضای نیروهای مسلح ایالات متحده تحت فرماندهی نیروهای ایالات متحده - عراق خدمت کردند. سربازان این تیپ در آموزش و آماده‌سازی نیروهای عراقی که وظیفه داشتند مسئولیت بخش جنوبی عراق را پس از خروج احتمالی نیروهای آمریکایی از منطقه برعهده بگیرند، کمک کردند. سربازان تیپ سوم از عنوان «تیم رزمی تیپ» به عنوان «تیپ مشاوره و کمک» تغییر نام دادند. این تیپ همچنان وظیفه تکمیل عملیات رزمی در منطقه عملیاتی بخش جنوبی در عراق را برعهده داشت و در معرض نبرد مستقیم با نیروهای ضد ائتلاف فعال در منطقه عملیاتی قرار داشت. تیپ سوم این لشکر در مارس ۲۰۱۱ به فورت کارسون بازگشت تا وظایف پادگانی خود را از سر بگیرد.

### جنگ در افغانستان
در ماه مه ۲۰۰۹، تیپ چهارم لشکر ۴ پیاده برای پشتیبانی از عملیات آزادی پایدار برای یک دوره رزمی ۱۲ ماهه اعزام شد. گردان اول هنگ دوازدهم پیاده به فرماندهی منطقه‌ای جنوب اعزام شد. گروه ویژه ۱–۱۲ در ولسوالی میوند و ولسوالی ژری، یعنی دره رودخانه ارغنداب، در غرب شهر قندهار فعالیت می‌کرد. سربازان گروه ویژه ۱–۱۲ که به دلیل شهرتش به عنوان زادگاه طالبان، به «قلب تاریکی» معروف است، در یک محیط جنگی بسیار پیچیده فعالیت می‌کردند.
در این دوره، بخش عمده‌ای از نبردها در مزارع انگور بسیار متراکم انجام شد که نیروهای شورشی از آنها به عنوان پوشش و مخفیگاه برای انواع حملات پیچیده به نیروهای ائتلاف استفاده می‌کردند. گردان دوم هنگ دوازدهم پیاده به فرماندهی منطقه‌ای شرق اعزام شد و در دره رودخانه پچ، استان کنر، محل دره کورنگال، وایگال، شوریاک و واتا پور مستقر بود. در طول دوران خدمت خود، گردان دوم شاهد نبردهای سنگینی در سراسر منطقه بود.
گروه سوم سواره‌نظام ۶۱ نیز به فرماندهی منطقه‌ای شرق اعزام شد و در طول دوران خدمت خود در استان‌های کنر و نورستان خدمت کرد. گروه ویژه ناوشکن شاهد نبردهای شدیدی بود، به ویژه نبرد کامدیش که در آن یک پاسگاه رزمی در یک حمله پیچیده در ۲۰ مایلی مرز پاکستان توسط بیش از ۳۰۰ شورشی مورد حمله قرار گرفت. به خاطر شجاعت آنها، در ۳ اکتبر ۲۰۰۹، گروه براوو ۳–۶۱ سواره‌نظام به پرافتخارترین واحد جنگ افغانستان تبدیل شد. نبرد کامدش اولین نبرد در ۵۰ سال گذشته بود که در آن به دو سرباز زنده مدال افتخار اهدا شد.
برخی گزارش‌ها حاکی از آن است که سربازان آمریکایی هنگ چهارم لشکر ۴ پیاده به تلاش‌های خود در نبرد ادامه ندادند و در داخل ساختمان‌ها عقب‌نشینی کردند تا منتظر رسیدن نیروهای واکنش سریع از عناصر لشکر ۱۰ کوهستان باشند. در ماه مه ۲۰۱۰، عناصری از تیپ چهارم لشکر ۴ پیاده، شروع به استقرار مجدد در فورت کارسون کردند و بلافاصله شروع به کمک و آموزش واحدهای موازی برای عملیات احتمالی آینده و همچنین آموزش برای استقرارهای رزمی آینده خود کردند. ۳۸ سرباز از این تیپ در طول استقرار جان باختند. به خاطر اقداماتش، به تیپ چهارم این لشکر، جایزه واحد شجاع، دومین نشان عالی واحد اعطا شده به واحدهای نیروی زمینی ایالات متحده، اعطا شد.
پس از استقرار مجدد به فورت کارسون، قرار بود بقیه لشکر به افغانستان اعزام شوند. تیم‌های رزمی تیپ اول و دوم نیز در افغانستان با تکیه بر تلاش‌های آغاز شده توسط فرماندهی لشکر، خدمت کردند. لشکر ۴ پیاده بار دیگر با ظرفیت مشاوره در افغانستان مستقر شد و مأموریت آموزش و آماده‌سازی نیروهای امنیتی افغانستان را برای واگذاری کلیه عملیات رزمی در سال‌های آینده ارائه داد. تیم‌های رزمی تیپ اول و دوم در سال ۲۰۱۷ برای پشتیبانی از عملیات نگهبان آزادی به افغانستان اعزام شدند.